# أمريكا المفتوحة 1975 (كرة مضرب)
قائمة بالأبطال في بطولة 1975 أمريكا المفتوحة:

## الكبار

### فردي رجال
مانويل أورانتس هزم  جيمي كونرز, 6-4, 6-3, 6-4

### فردي سيدات
كريس إيفرت هزم  إيفون كاولي, 5-7, 6-4, 6-2